# Vintage Motor Cycle Club Limited

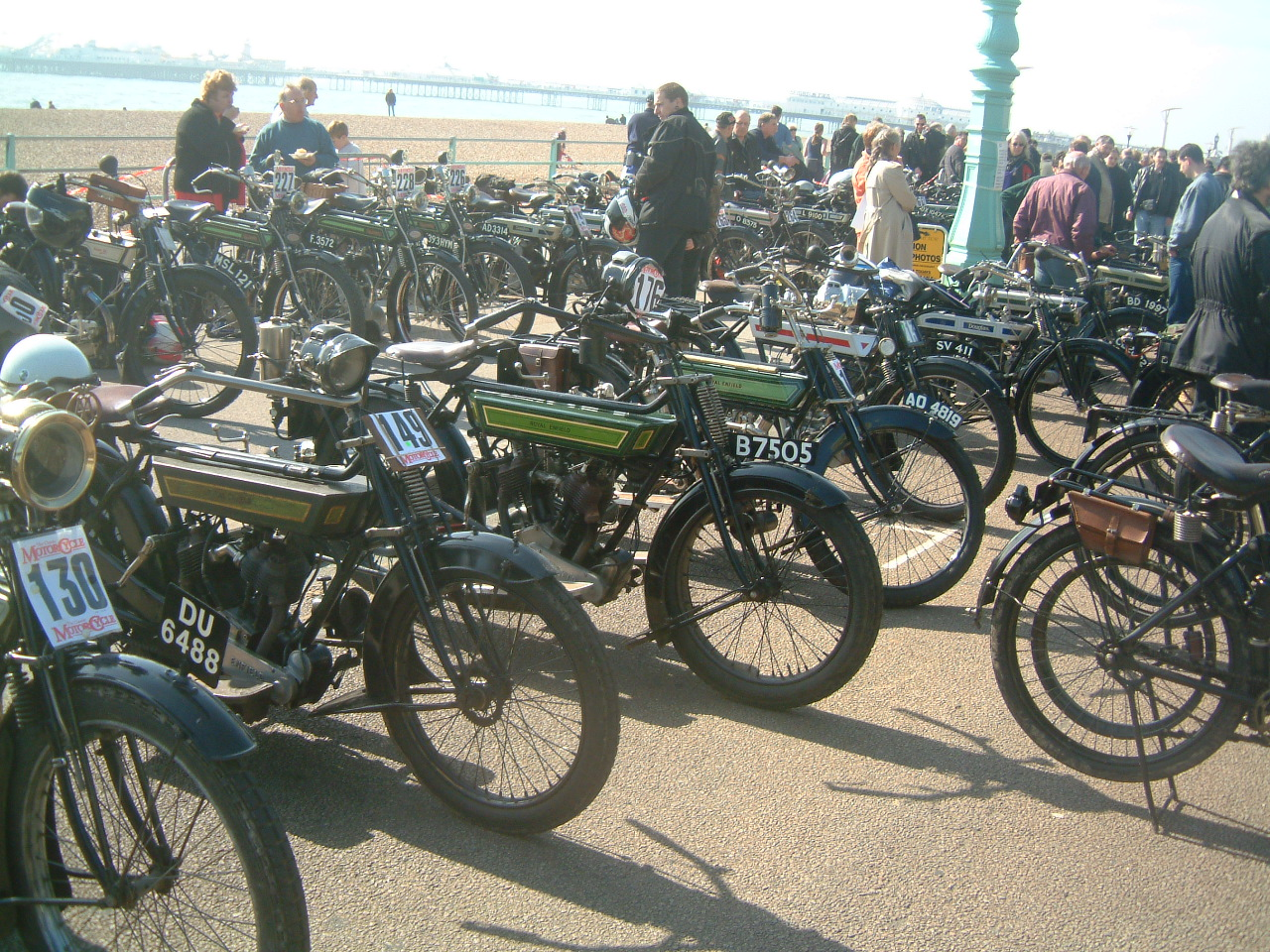
Um rally realizado pelo clube em Brighton.

O Vintage Motor Cycle Club Limited é um moto clube do Reino Unido formado por apreciadores de motocicletas antigas, que possui no mundo cerca de dezesseis mil membros, que promovem, preservam e restauram motos com mais de 25 anos.

## História
O Vintage Motor Cycle Club foi fundado em 28 de abril de 1946, por 38 entusiastas, em um café denominado Hog's Back, localizado em Guildford em Surrey, por proprietários e desenvolvedores de motocicletas fabricadas na década de 1930. Muitos do fundadores viajavam pelo país à procura de bons climas e de outros apreciadores do movimento.
A primeira reunião organizada pelo clube foi idelizada pelo jornalista "Titch" Allen quando procurava matéria sobre veículos antigos e pessoas que os conservavam. O clube desde seu início participou de diversos eventos ligados ao tema, criou um museu e realizou workshops pelo país.